# Домбровский, Маврикий-Пантелеймон Антонович
Маври́кий-Пантелеймон Антонович  Домбровский (27 июля 1867 — 14 декабря 1914) — русский военный деятель, полковник. Герой Первой мировой войны, погиб в бою.

## Биография
В 1885 году после окончания Александровского кадетского корпуса вступил в службу. В 1886 году после окончания Константиновского военного училища по I разряду произведён в подпоручики и выпущен в Болховский 138-й пехотный полк. В 1890 году произведён в поручики.
В 1900 году произведён в штабс-капитаны. В 1901 году после окончания Офицерской стрелковой школы успешно, произведён в капитаны. С 1904 года участник Русско-японской войны командир роты в составе своего полка, был ранен. За боевые отличия в этой войне был награждён рядом боевых орденов в том числе — Анненским оружием «За храбрость».
В 1911 году произведён в подполковники — командир батальона Болховского 138-го пехотного полка. С 1914 года полковник — участник Первой мировой войны в составе своего полка. 14 декабря 1914 года умер от ран полученных в бою, Высочайшим приказом от 5 марта 1916 года исключён из списков убитым в бою с неприятелем.

Высочайшим приказом от 6 января 1915 года за храбрость посмертно награждён Георгиевским оружием:
За то, что 1 октября 1914 года в бою под сильным ружейным и артиллерийским огнем противника, проявив мужество, спокойствие и энергию, отразил целый ряд настойчивых и энергичных атак германцев на дамбу против д. Холендра

## Награды
- Орден Святой Анны 3-й степени с мечами и бантом (ВП 1905)
- Орден Святого Станислава 2-й степени с мечами (ВП 1906)
- Орден Святой Анны 4-й степени «За храбрость» (ВП 1907)
- Орден Святой Анны 2-й степени (ВП 02.01.1909)
- Орден Святого Владимира 4-й степени (ВП 1913; Мечи и бант — ВП 10.05.1915 — посмертно)
- Георгиевское оружие (ВП 06.01.1915)
- Орден Святого Владимира 3-й степени с мечами (ВП 14.05.1915 — посмертно[3])